# Шнауцер
Шнауцер је група раса паса за универзалну употребу, узгајана у Немачкој. Укључује три расе:
- Стандардни шнауцер (средњи шнауцер, стандардни шнауцер, шнауцер)
- Патуљасти шнауцер (Минијатурни Шнауцер, Минијатурни Шнауцер)
- Велики шнауцер (џиновски шнауцер)

Разликујући се по величини, шнауцери имају заједничке карактеристике: груба длака, квадратни формат, велика глава са густим дугим обрвама и брадом.

## Историја расе
Шнауцери потичу од пинчера, који су раније постојали у две варијанте: глатко и жичанодлаки. У ствари, „шнауцер“ - бркови је нови назив за жичанодлаког пинча. Шнауцери су пореклом из Баварске и били су цењени као свестрани пси на фарми који су били подједнако успешни у хватању пацова, заштити имовине и чувању стоке. Веће сорте су чак коришћене за ношење лаких терета.
До почетка 19. века, шнауцери су имали разноврсне боје. Рад на формирању и консолидацији карактеристика расе почео је средином 19. века. За корекцију типа коришћени су црна пудлица и вучји шпиц. Као резултат укрштања и селекције, фиксиране су две опције боја - црна и боја "бибер и сол", коју формира зонска длака. На изложбама паса у Немачкој 1870-их, раса је била представљена под именом "жичанодлаки пинч". Године 1879. у Хановеру је победио грубодлаки пинч по имену Шнауцер, дајући раси ново име.
Први стандарди расе шнауцера објављени су 1880. Године 1907. у Минхену је формиран Баварски шнауцер клуб, који се 1918. спојио са Клубом пинчера и формирао клуб Пинчер-шнауцер. Шнауцери су се појавили у Великој Британији и САД почетком 20. века. У Америци је Шнауцер клуб формиран 1925. године, да би се 1933. поделио на Клубове Стандардних шнауцера и Клубова шнауцера. Клуб расе у Великој Британији је формиран 1929. године.

## Изглед
Шнауцери су снажни, прилично здепасти пси квадратног формата са благо нагнутим леђима. Глава је масивна, дугуљастог облика, са тупом њушком. Прелаз са чела на њушку јасно је изражен и наглашен густим "обрвама". Уши су мале, троугласте, висе на хрскавици, високо постављене и окренуте напред. Врат са племенитом грациозном групом, глатко се претвара у гребен. Груди су овалне, дубоке, умерене ширине. Реп је дебео у основи и сужава се према крају, традиционално купиран. Углови удова су изражени, покрети шнауцера у касу одликују се великим обимом и снагом.
Длака шнауцера је тврда, груба, густа, са густом подлаком, густа шкољка покрива цело тело пса. Захваљујући капуту, шнауцери изгледају кошчатије и масивније од пинчера, а брада, бркови и обрве визуелно увећавају главу. Правилна структура и боја крзна су од великог значаја у изложбеном испитивању шнауцера.

## Сорте шнауцера
Висина у гребену 60-70 цм 45-50 цм 30-35 цм
Тежина 35-47 кг 14-20 кг 4-8 кг
Прихватљиве боје Црна, црни бибер са сољу, црно сребрна

## Темперамент и употреба
Шнауцери су пси универзалне намене, добро су обучени, брзи и активни, веома самоуверени. Сви шнауцери су одлични пси чувари и сапутници. Велики и средњи шнауцери се користе у полицијској и војној служби. Шнауцери се могу користити у кинолошким спортовима.

## Одржавање и нега
Шнауцери захтевају дуге шетње уз добру вежбу. Нега длаке се састоји од свакодневног чешљања и редовног уклањања мртве длаке; Шнауцери се лињају сами. Брада и бркови захтевају прање након сваког храњења, не препоручује се пречесто прање целог пса.